# Bezbojnik
Bezbojnik (en russe : Безбожник, « Le Sans-Dieu ») est un magazine hebdomadaire et mensuel satirique anti-religieux et athée, publié en Union soviétique entre 1922 et 1941 par la Ligue des militants athées. 
Entre 1923 et 1931, il existait aussi un journal quotidien appelé Bezbojnik ou Stanka (Безбожник у станка, « Le Sans-Dieu sur son lieu de travail »). 
La première publication du mensuel a lieu en décembre 1922, il est imprimé à 15 000 exemplaires. Le magazine mensuel atteint son apogée en 1932 avec 200 000 tirages.

## Exemples de publications

Campagne pour le remplacement des fêtes religieuses par des fêtes de l'homme et de l'industrialisation
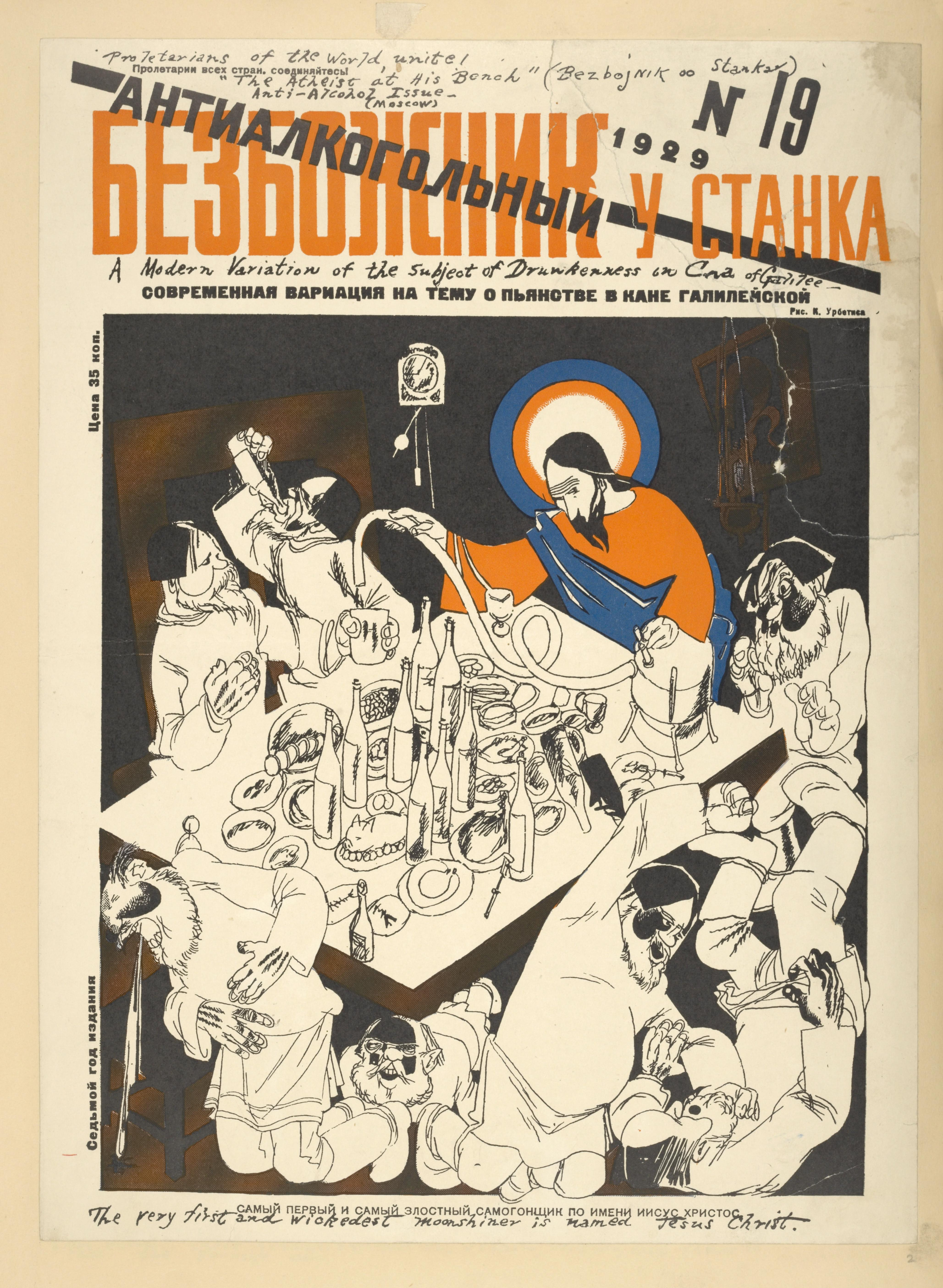
Campagne contre l'alcool de 1929 représentant Jésus de Nazareth comme un vendeur d'alcool de contrebande

## Étude associée
- Lesley Milne, Reflective Laughter: Aspects of Humour in Russian Culture, Anthem Press, 2004.   (ISBN 1-84331-119-4)